# Calliopum geniculatum
Calliopum geniculatum is een vliegensoort uit de familie van de Lauxaniidae. De wetenschappelijke naam van de soort is voor het eerst geldig gepubliceerd in 1805 door Fabricius.